# SN 1963J
SN 1963J – supernowa typu Ia odkryta 24 maja 1963 roku w galaktyce NGC 3913. Jej maksymalna jasność wynosiła 13,30m.